# ایستگاه‌های صلیب

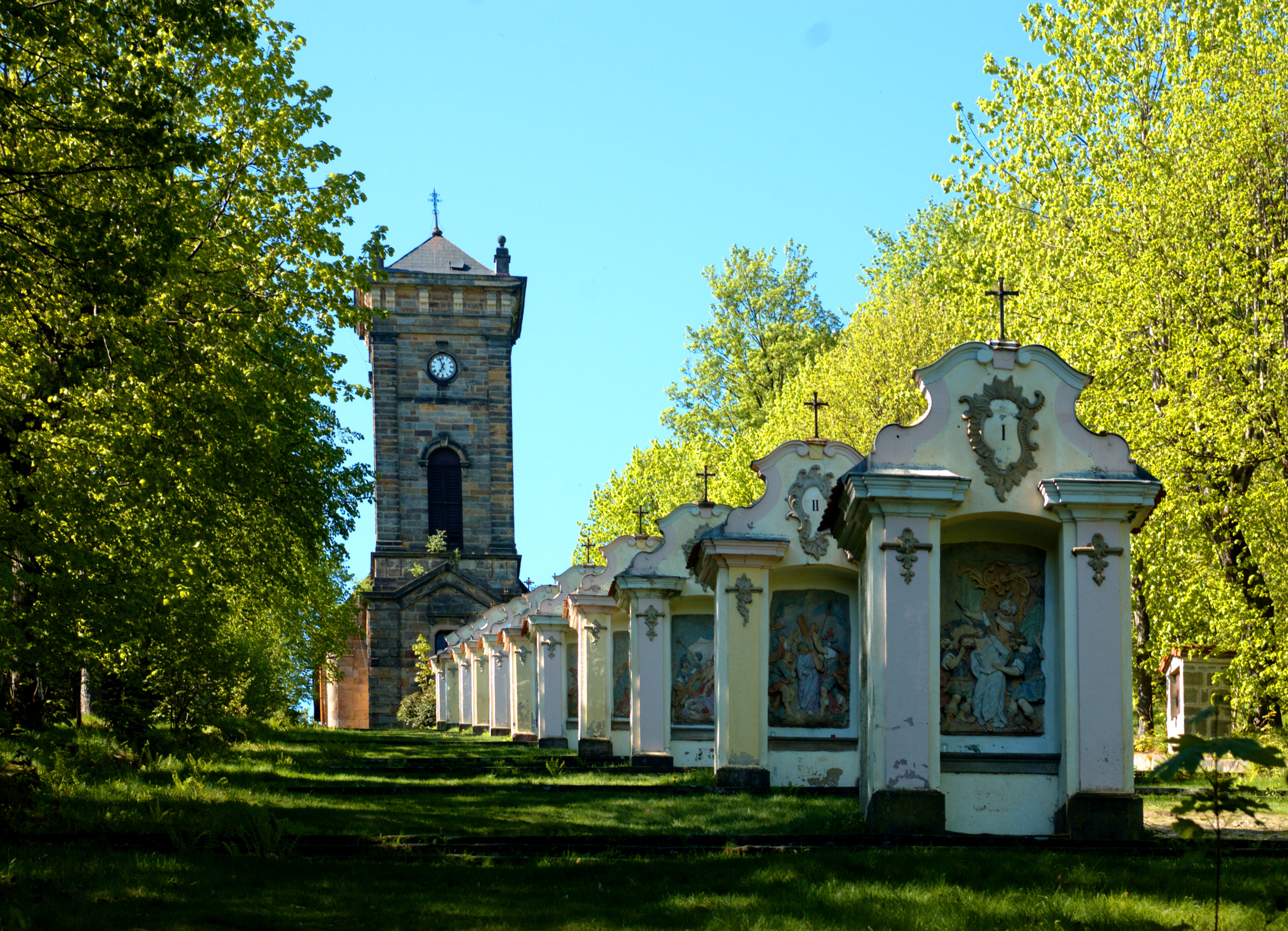
ایستگاه‌های صلیب در ییرتین پود یدلوووو

ایستگاه‌های صلیب، راه صلیب یا راه اندوه به مجموعه‌ای از تصاویر اشاره دارد که عیسی مسیح را در روز مصلوب شدنش و به تصویر می‌کشد. این ایستگاه‌ها به دلیل تقلید از راه اندوه در اورشلیم که احتمالاً مسیری است که عیسی تا کوه گلگتا پیاده‌روی کرد، ایجاد شدند. هدف این ایستگاه‌ها کمک به مؤمنان مسیحی برای انجام زیارت از طریق تأمل در مورد مصائب مسیح است. این مکان به یکی از محبوب‌ترین عبادت‌ها تبدیل شده‌است و ایستگاه‌ها را می‌توان در بسیاری از کلیساهای مسیحیت غربی از جمله انگلیکان، لوتریان، متدیست و کاتولیک رومی یافت.
به‌طور معمول، یک مجموعه چهارده‌تایی تصویری به ترتیب شماره‌گذاری‌شده در امتداد یک مسیر مرتب شده‌اند و مؤمنان از تصویری به تصویر دیگر می‌روند تا در هر ایستگاه بایستند و دعاها و بازتاب‌های منتخب را بخوانند. این کار به صورت انفرادی یا به صورت گروهی معمولاً در طول چله روزه، به ویژه در روز آدینه نیک، با هدف تاوان دردها، رنج‌ها و توهین‌هایی که عیسی متحمل شده‌بود، انجام می‌شود.
سبک، شیوه و نحوه قرارگیری ایستگاه‌ها بسیار متفاوت است. ایستگاه‌های معمولی پلاک‌های کوچک با نقش‌برجسته یا نقاشی‌هایی هستند که در اطراف یک شبستان کلیسا قرار گرفته‌اند. ایستگاه‌های امروزی مینیمالیستی می‌توانند صلیب‌های ساده با یک عدد در مرکز باشند. گاهی مؤمنان ممکن است ایستگاه‌های صلیب را بدون وجود هیچ تصویری بگویند، مانند زمانی که پاپ ایستگاه‌های صلیب را در اطراف کولوسئوم در رم در آدینه نیک هدایت می‌کند.

## ایستگاه‌ها

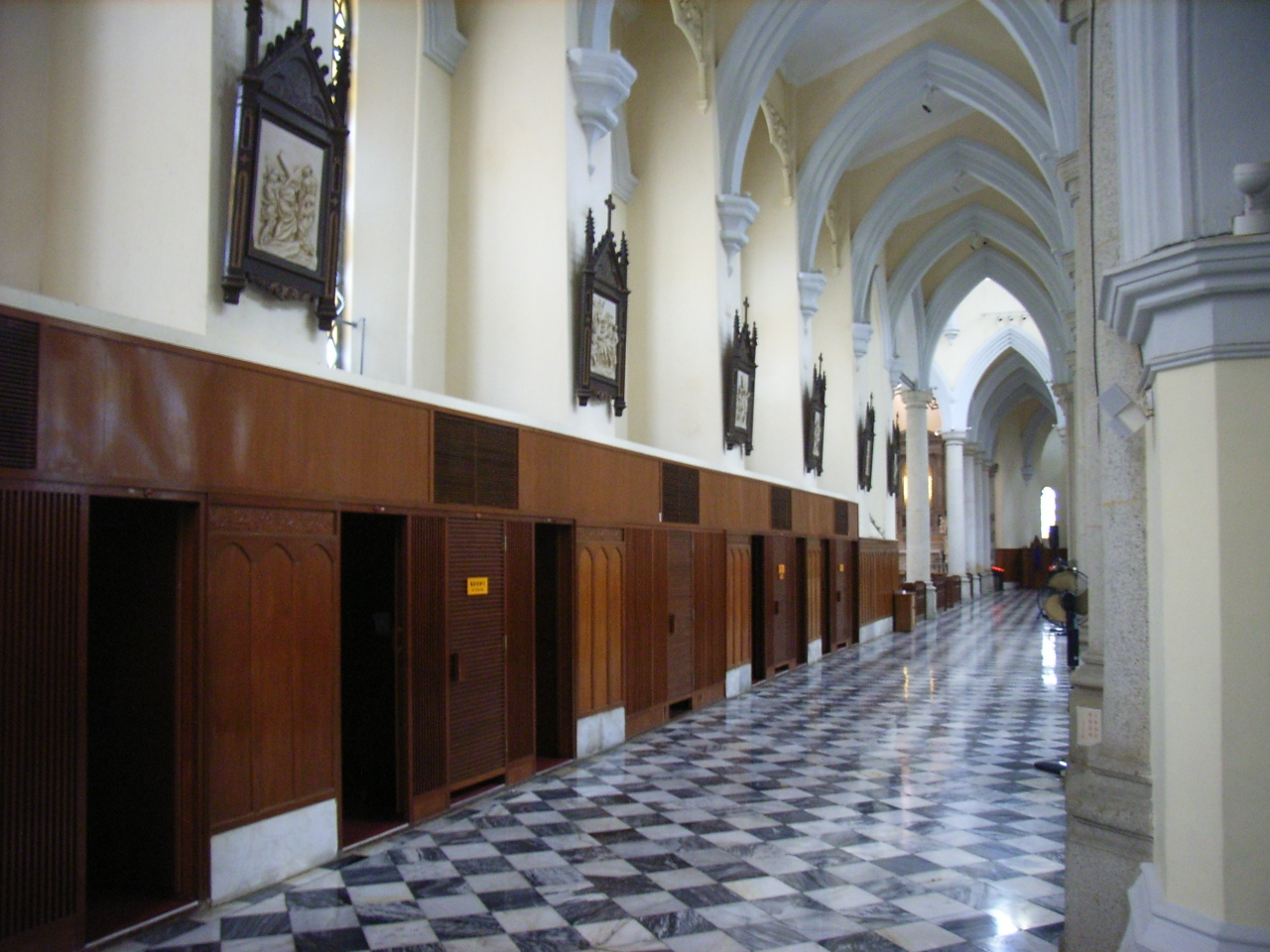
ایستگاه‌های صلیب در کلیسایی در هنگ کنگ

در ابتدا ایستگاه‌ها فقط شامل ایستگاه‌های شماره ۲، ۳، ۴، ۶، ۷، ۱۱ و ۱۴ از فهرست زیر بودند. بین قرن هفدهم تا بیستم مجموعه‌ای شامل ۱۴ تصویر یا مجسمه به صورت زیر کاربرد پیدا کردند:
1. عیسی محکوم به مرگ می‌شود
2. عیسی صلیب خود را به دوش می‌کشد
3. عیسی برای بار اول می‌افتد
4. عیسی مادرش را می‌بیند
5. شمعون قیروانی به عیسی در نگه داشتن صلیب کمک می‌کند
6. ورونیکا صورت عیسی را پاک می‌کند
7. عیسی برای بار دوم می‌افتد
8. عیسی زن اورشلیمی را می‌بیند
9. عیسی برای بار سوم می‌افتد
10. لباس‌های عیسی را از تنش درآورده می‌شود
11. عیسی به صلیب کشیده می‌شود
12. عیسی روی صلیب می‌میرد
13. عیسی از صلیب پایین آورده می‌شود
14. عیسی را در قبر قرار می‌دهند

رستاخیز مسیح نیز که به‌طور سنتی جزئی از ایستگاه‌ها نیست، گاهی به‌طور غیررسمی به عنوان ایستگاه پانزدهم افزوده می‌شود.

## نگارخانه

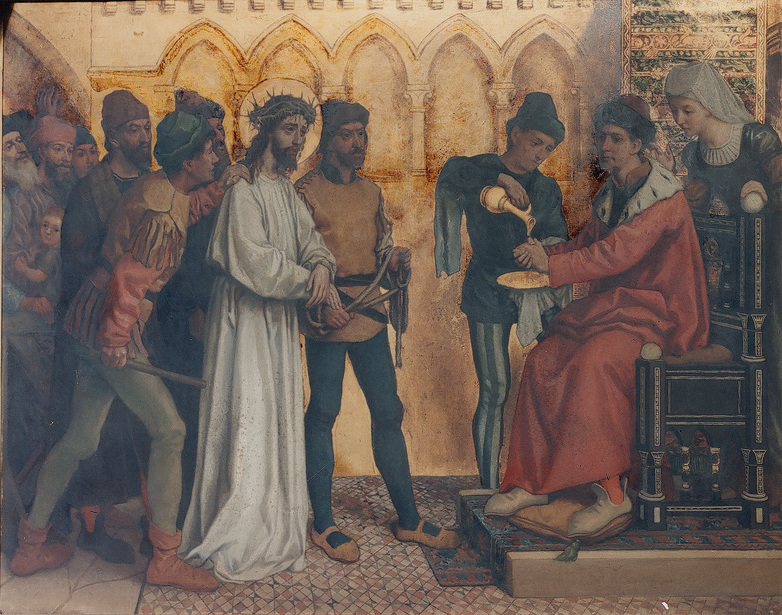
ایستگاه اول: شام آخر
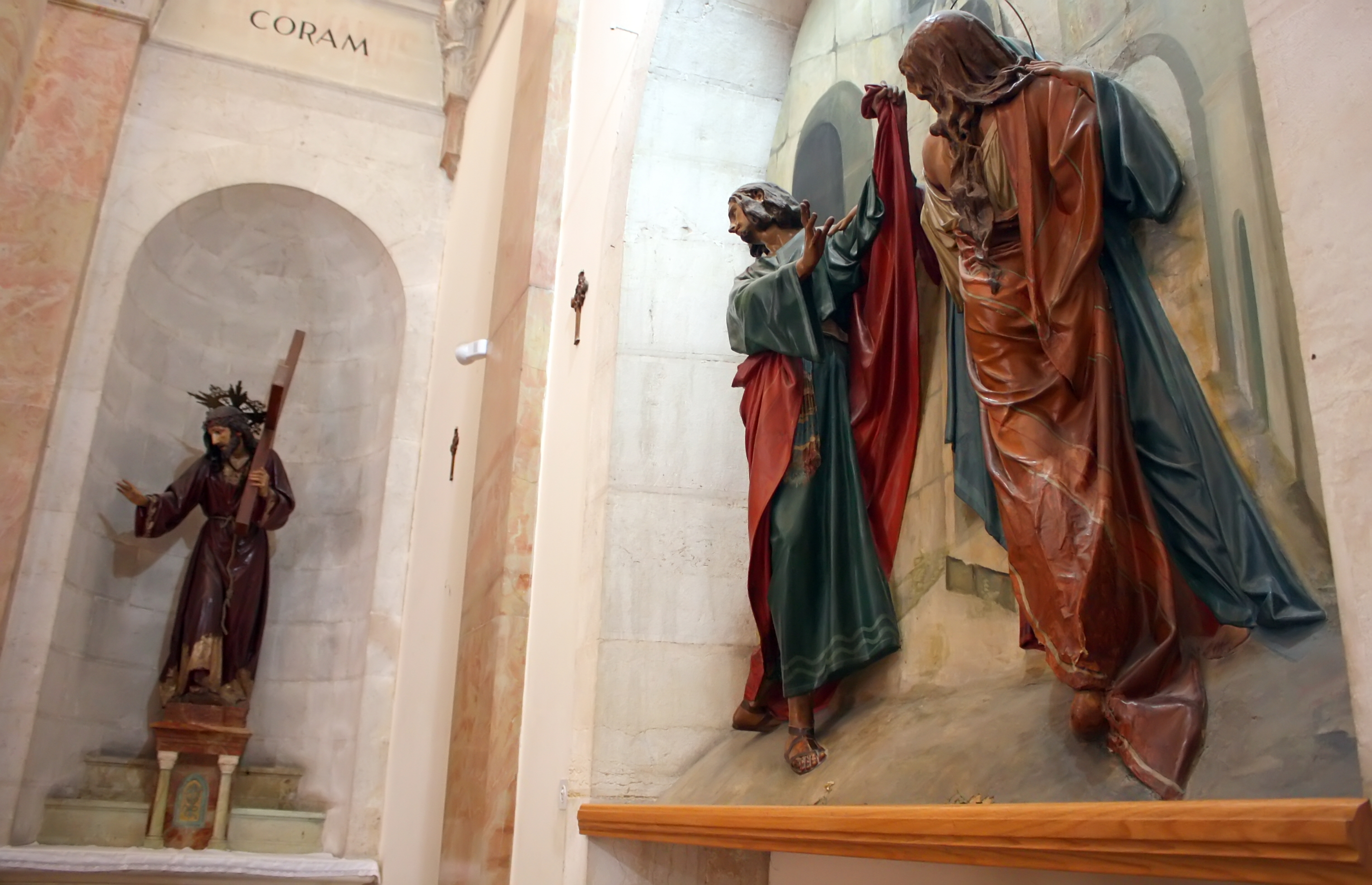
ایستگاه دوم: عذاب عیسی در باغ
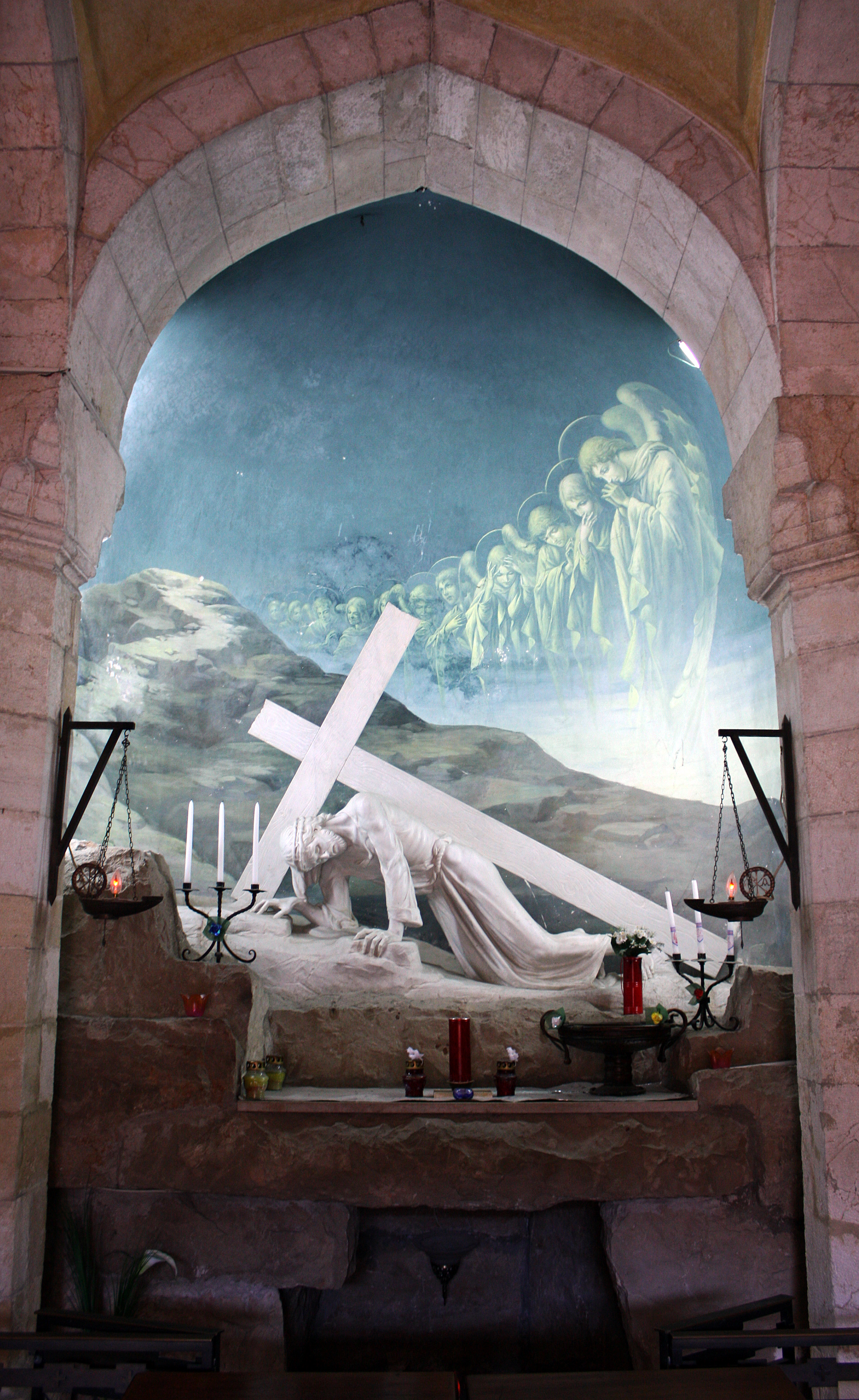
ایستگاه سوم: عیسی به سنهدرین می‌رود
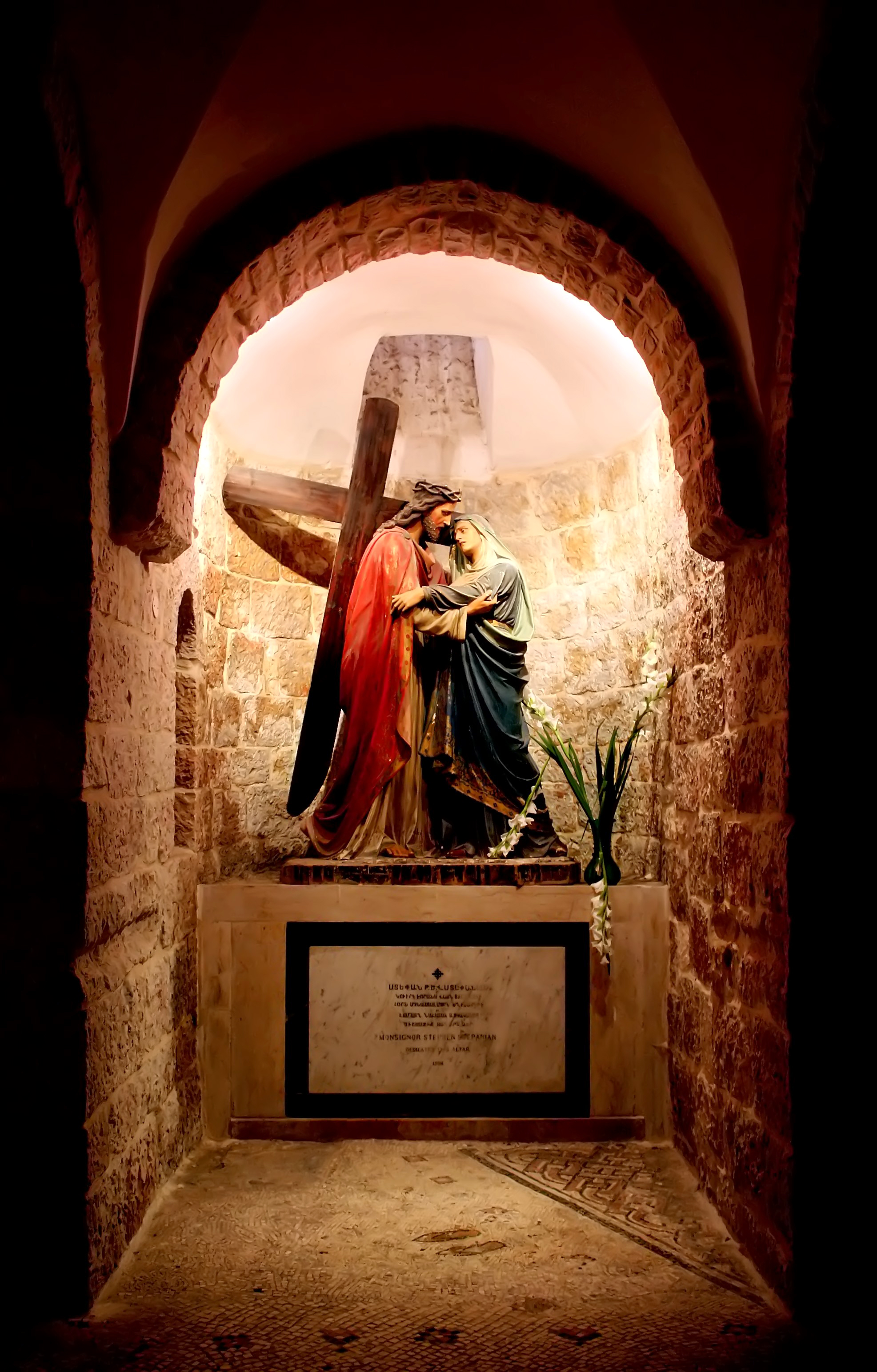
ایستگاه چهارم: تازیانه و تاج‌گذاری با خار
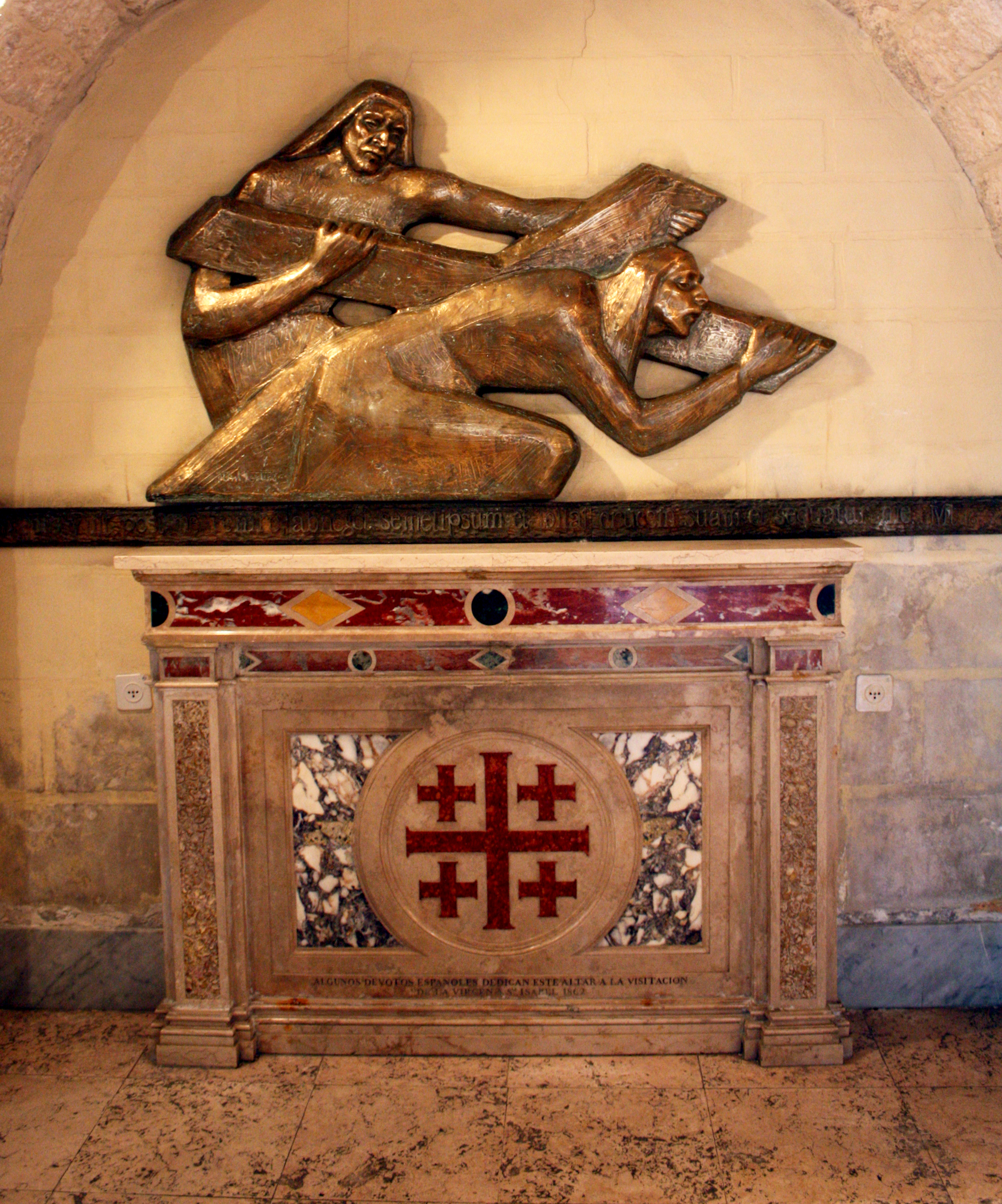
ایستگاه پنجم: عیسی صلیبش را می‌گیرد
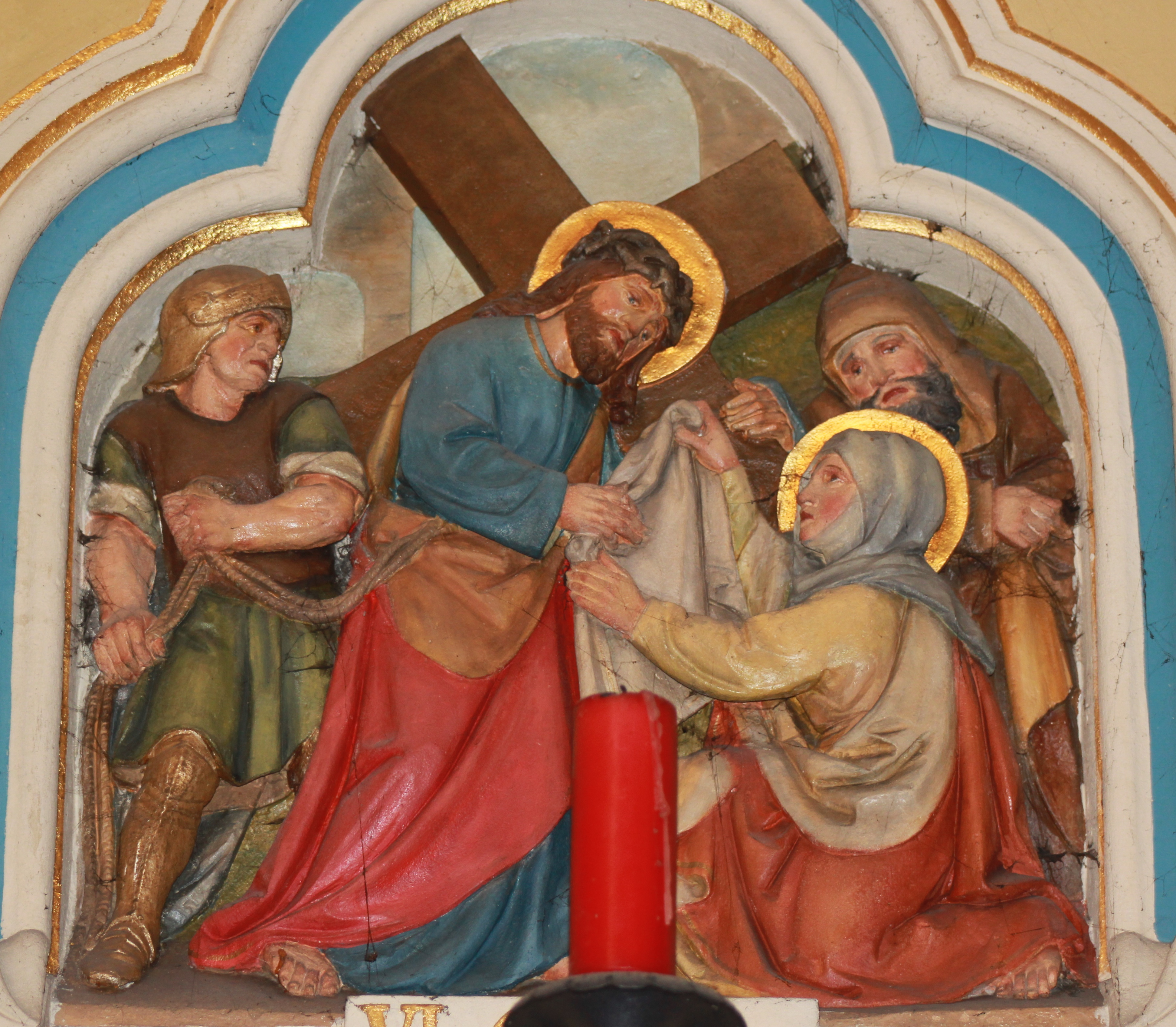
ایستگاه ششم: عیسی به خاطر سنگینی صلیب می‌افتد
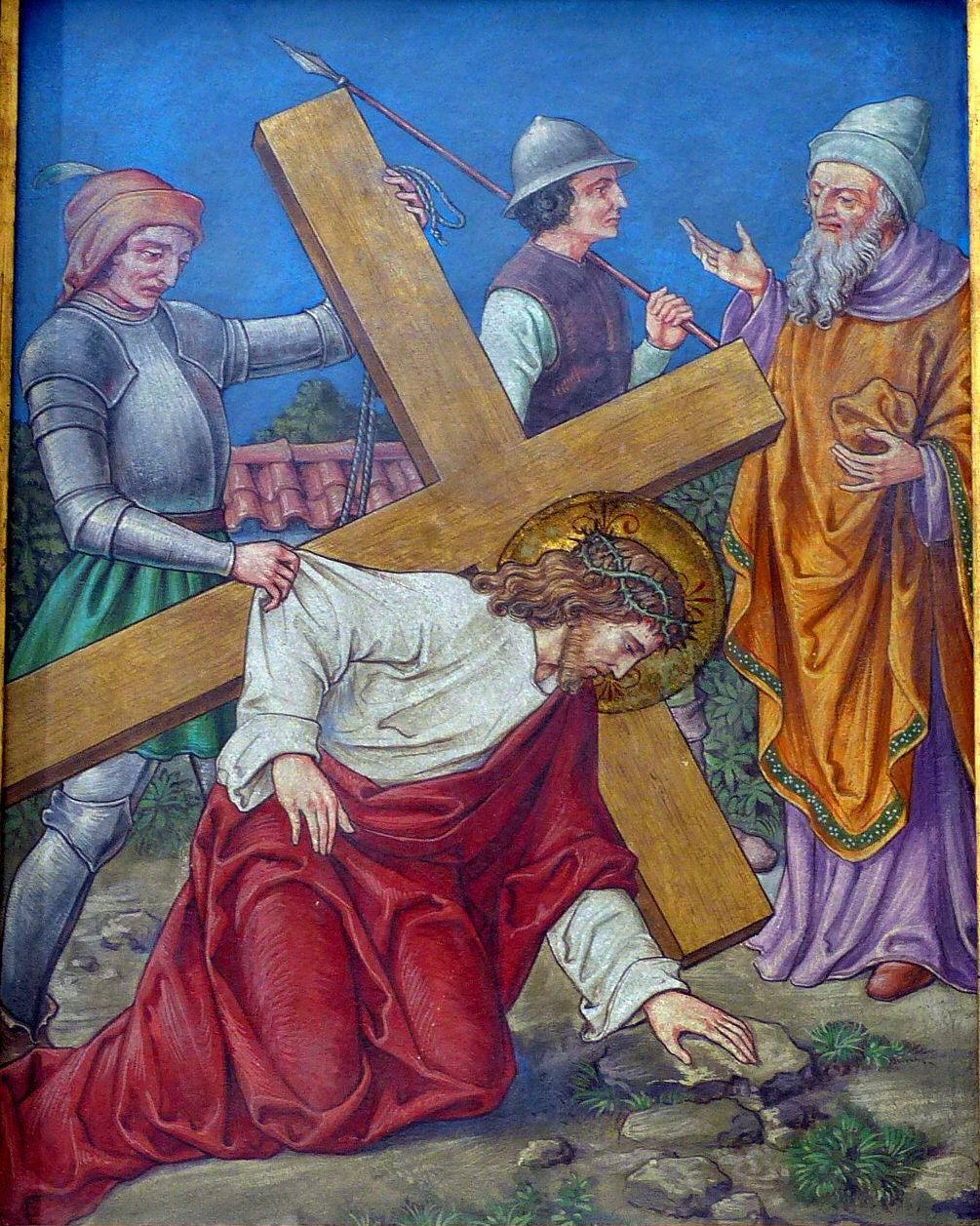
ایستگاه هفتم: شمعون قیروانی به عیسی در نگه داشتن صلیب کمک می‌کند
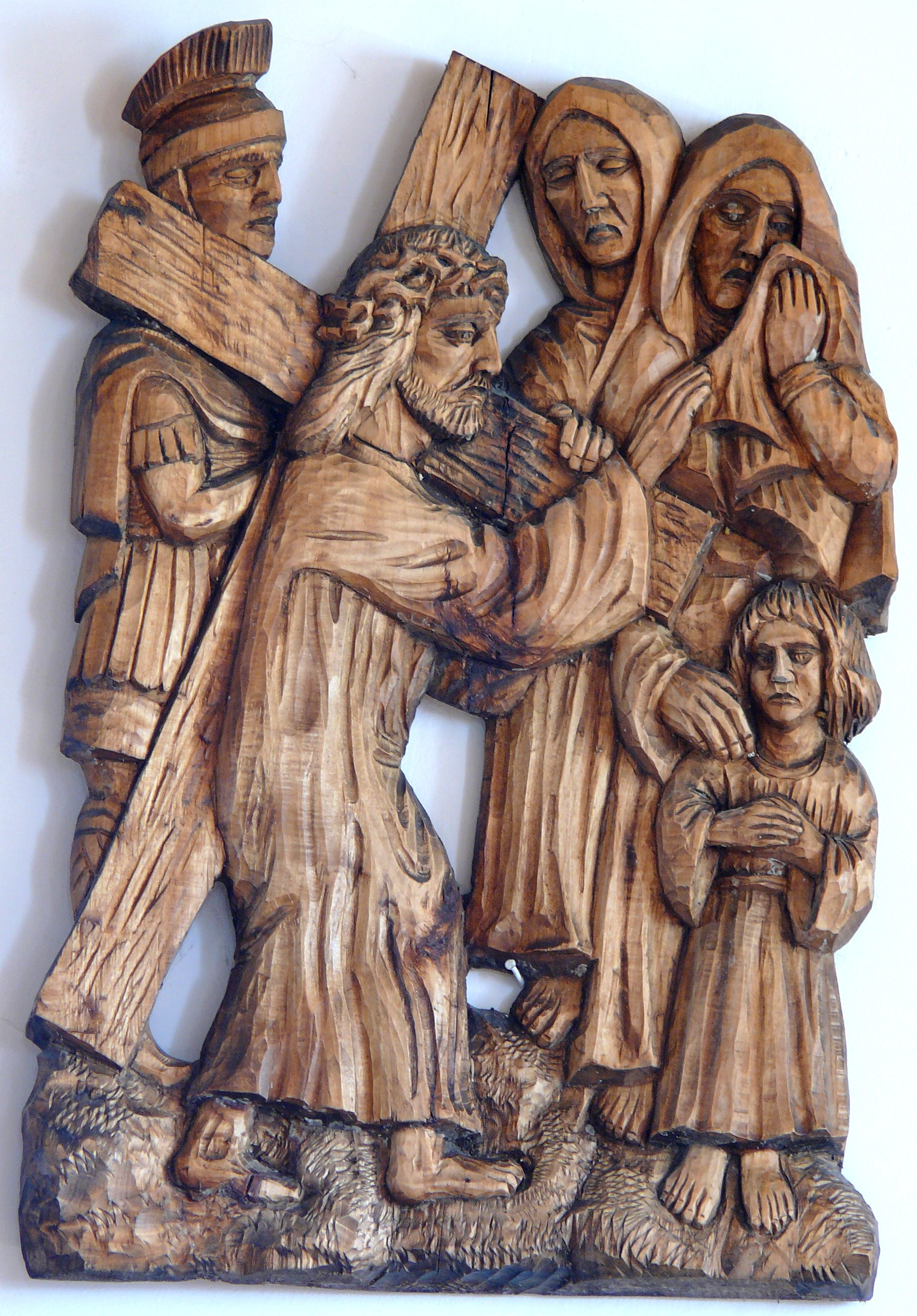
ایستگاه هشتم: عیسی زن اورشلیمی را می‌بیند
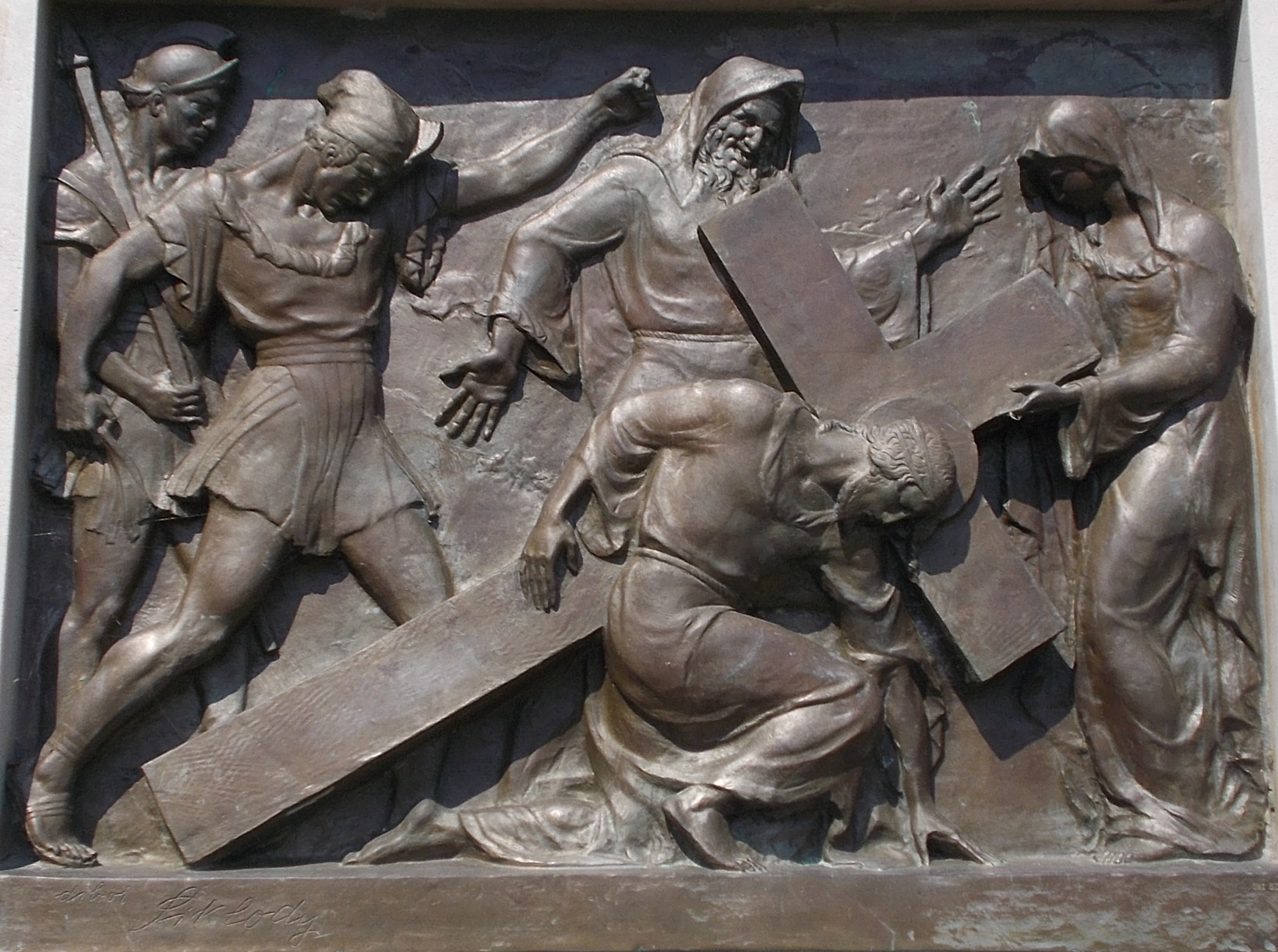
ایستگاه نهم: عیسی به صلیب کشیده می‌شود
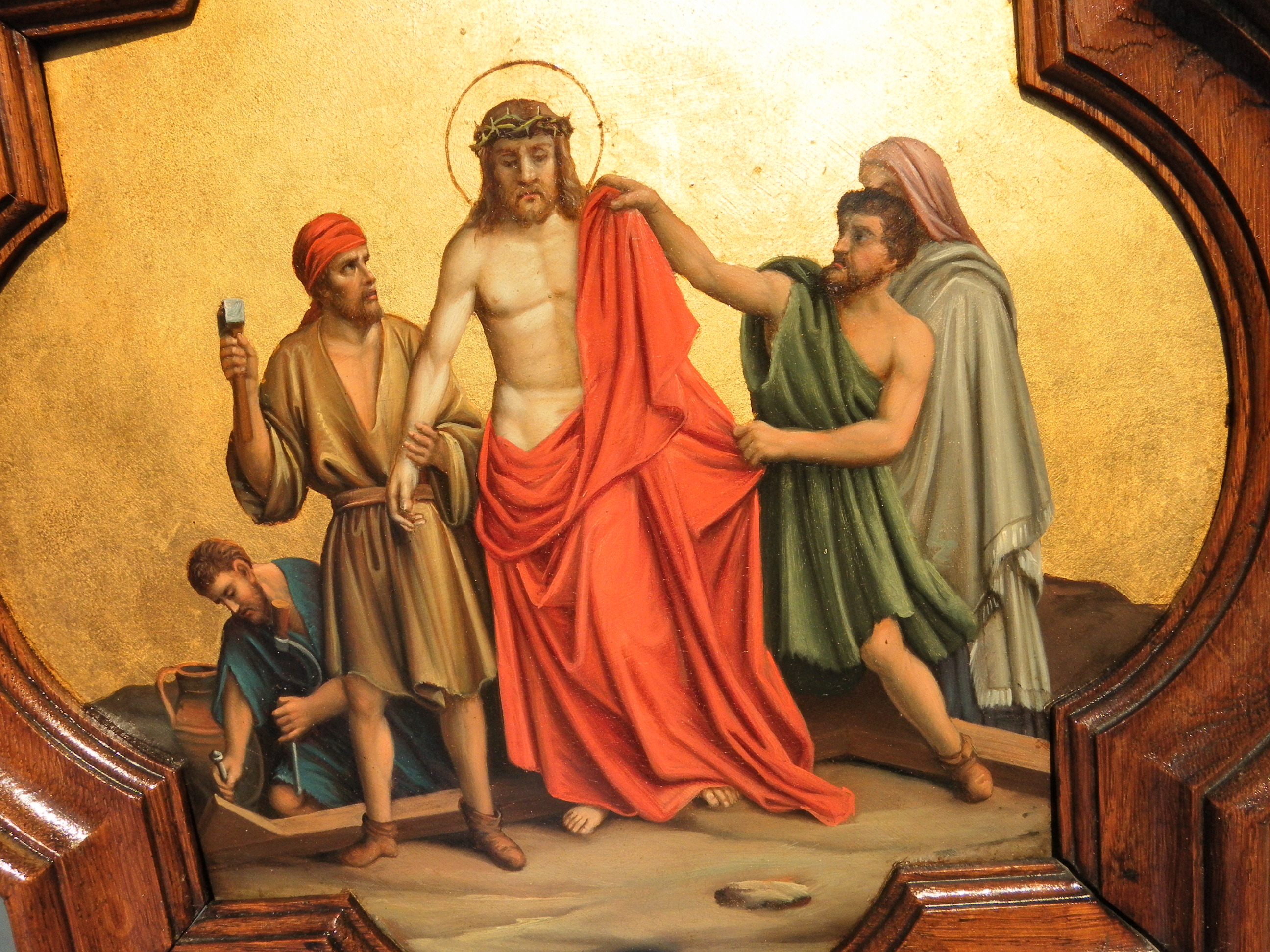
ایستگاه دهم: توبه دزد
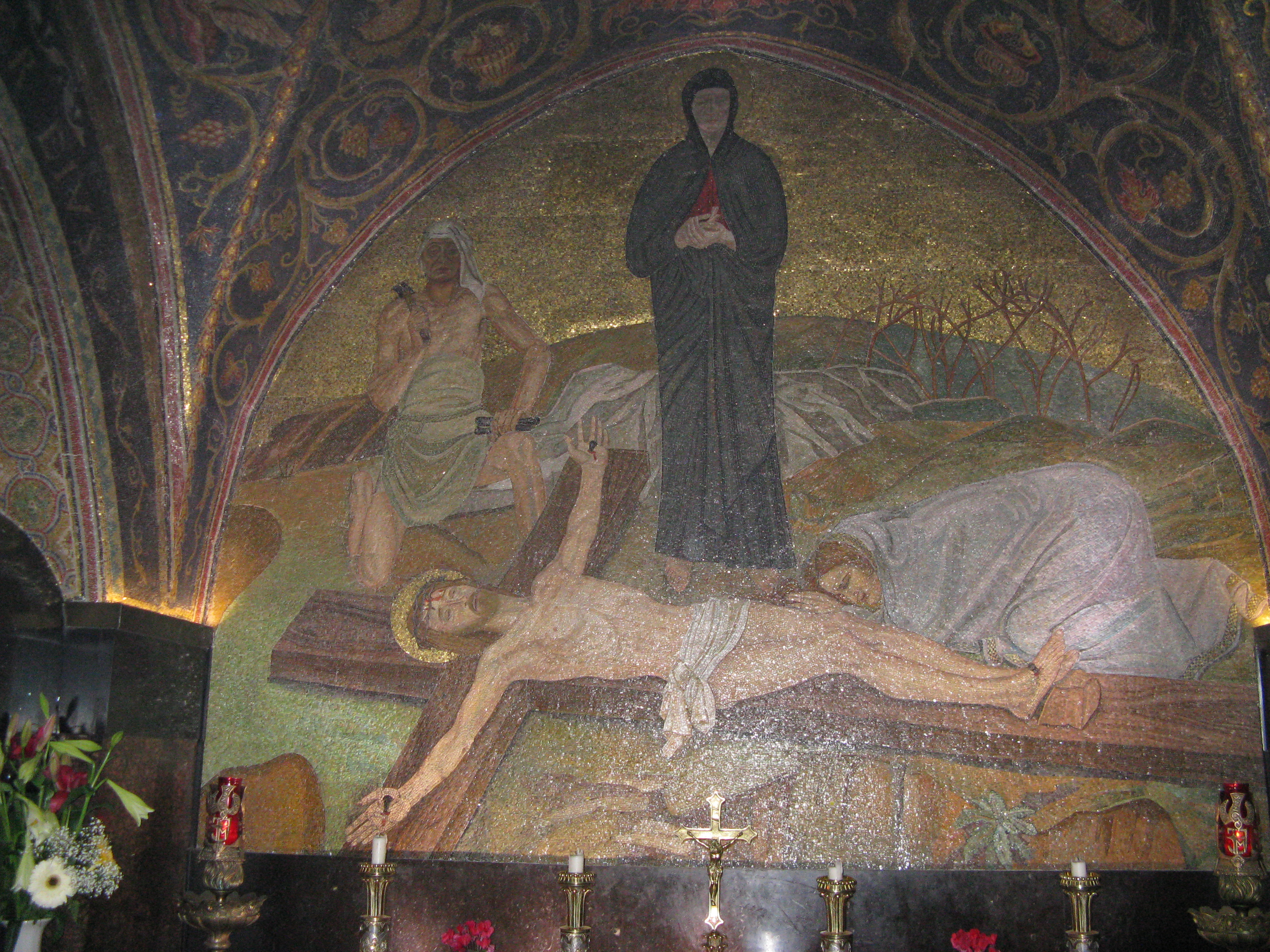
ایستگاه یازدهم: مریم و یحیی پای صلیب
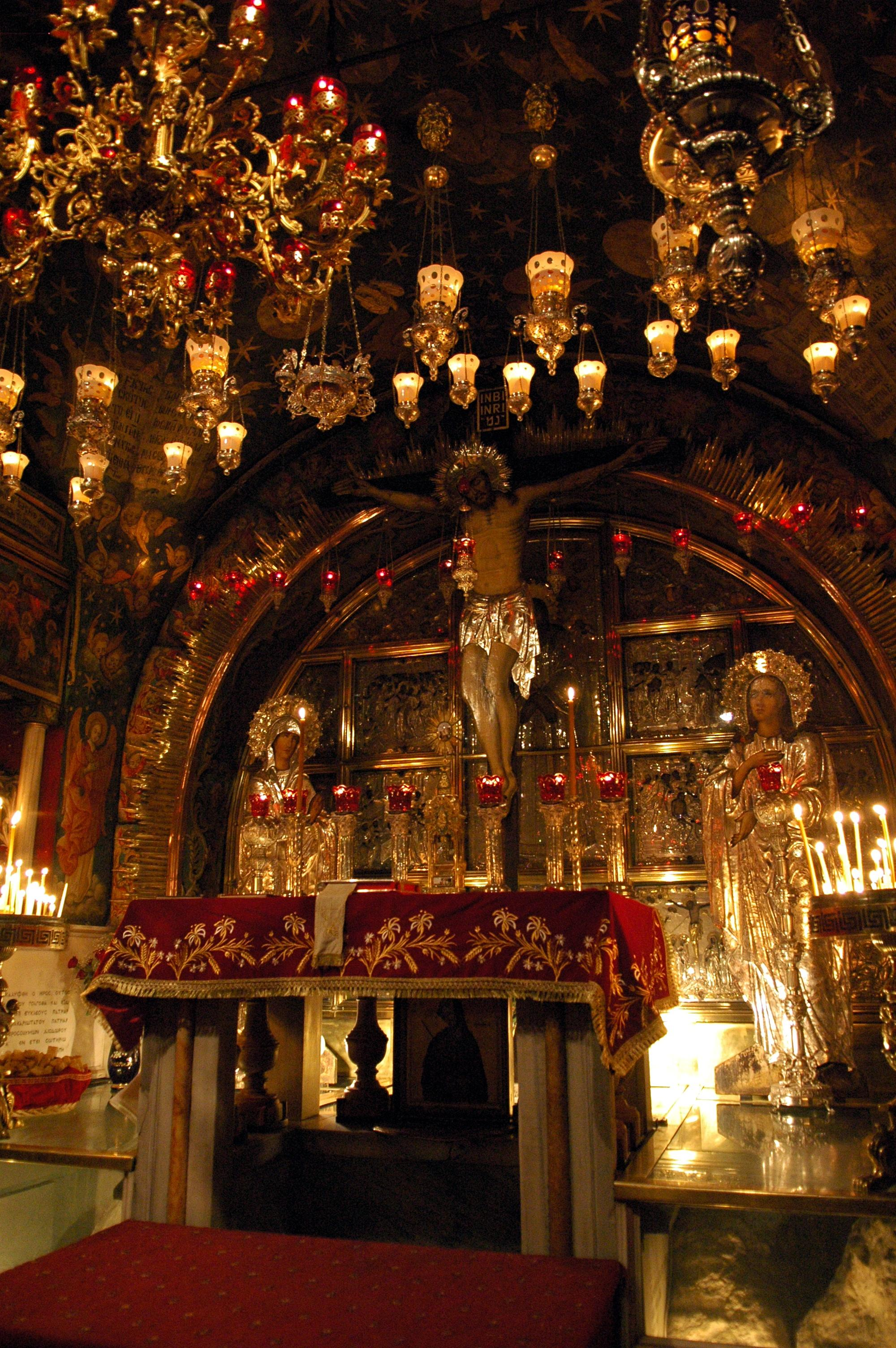
ایستگاه دوازدهم: عیسی روی صلیب می‌میرد
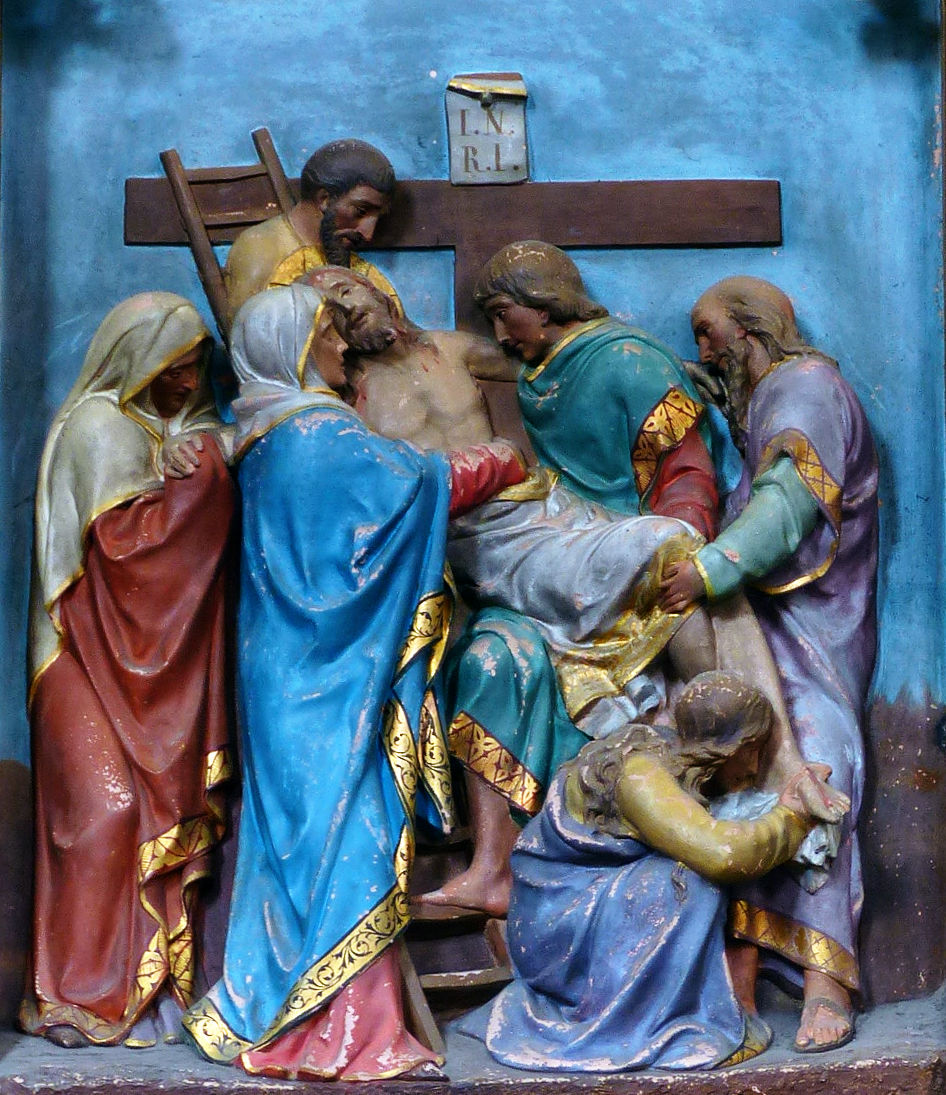
ایستگاه سیزدهم: عیسی در قبر نهاده می‌شود
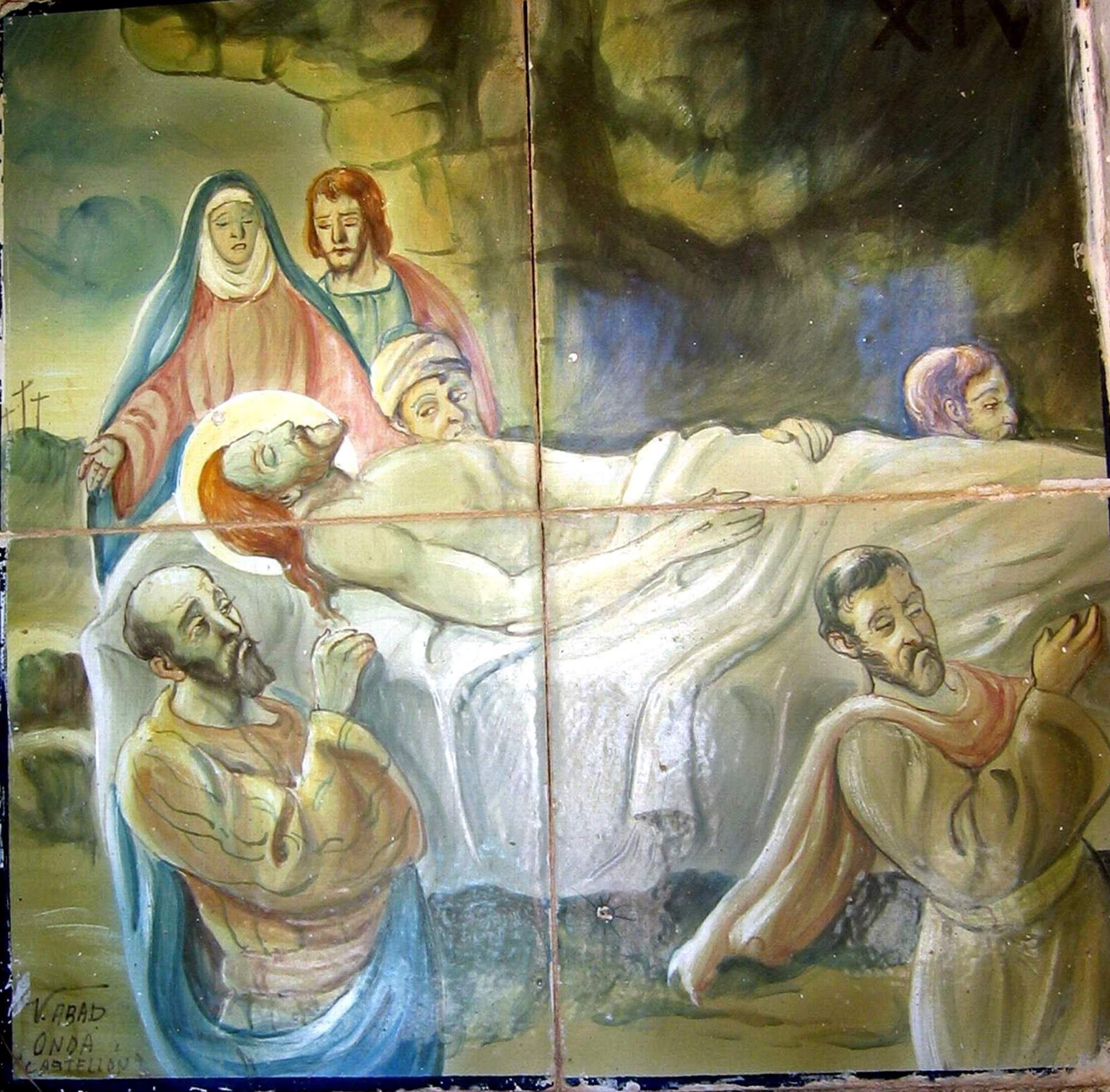
ایستگاه چهاردهم: عیسی زنده می‌شود